# Костулень (Румунія)
Костулень, Костулені (рум. Costuleni) — село у повіті Ясси в Румунії. Входить до складу комуни Костулень.
Село розташоване на відстані 319 км на північний схід від Бухареста, 25 км на південний схід від Ясс.

## Населення
За даними перепису населення 2002 року у селі проживали 1460 осіб. Рідною мовою 1458 осіб (99,9%) назвали румунську.
Національний склад населення села:
| Національність | Кількість осіб | Відсоток |
| -------------- | -------------- | -------- |
| румуни         | 1450           | 99,3%    |
| цигани         | 7              | 0,5%     |